# 哈通普卡科查湖
13°48′40″S 71°16′12″W / 13.81111°S 71.27000°W
哈通普卡科查湖（Jatun Pucacocha），是秘魯的湖泊，位於該國南部庫斯科大區的基斯皮坎奇省，處於韋爾卡努塔山脈的奧桑加特山西南面，長0.9公里、寬0.58公里。